# Серединка (Гайсинський район)
Середи́нка — село в Україні, у Джулинській сільській громаді Гайсинського району Вінницької області.

## Історія
7 (20) листопада 1917 року, відповідно до Третього Універсалу Української Центральної Ради, увійшло до складу Української Народної Республіки.
Під час другого голодомору у 1932–1933 роках, проведеного радянською владою, загинуло 75 осіб.
12 червня 2020 року, відповідно розпорядження Кабінету Міністрів України № 707-р «Про визначення адміністративних центрів та затвердження територій територіальних громад Вінницької області», село увійшло до складу Джулинської сільської громади.
19 липня 2020 року, в результаті адміністративно-територіальної реформи і ліквідації Бершадського району, село увійшло до складу Гайсинського району.

## Відомі люди
- Думанський Василь Михайлович (*1950—†1996) — український письменник.
- Жук Олександр Васильович (* 1938) — лікар-отоларинголог Гайворонської ЦРЛ, почесний громадянин міста Гайворон та села Серединка.
- Царьок Олександр Миколайович (29.01.1959 - 20.02.2014) — захисник першої сотні оборони Майдану. Герой України[5]